# Molophilus (Molophilus) sackenianus
Molophilus (Molophilus) sackenianus is een tweevleugelige uit de familie steltmuggen (Limoniidae). De soort komt voor in het Nearctisch gebied.